# Копьёва, Нина Константиновна
Нина Константиновна Копьёва (4 февраля 1930 года — 20 мая 2010 года) — передовик советского сельского хозяйства, доярка совхоза «Нижегородец» Дальнеконстантиновского района Горьковской области, Герой Социалистического Труда (1966).

## Биография
Родилась в 1930 году в деревне Мессинговка, ныне Лукояновского района Нижегородской области в крестьянской русской семье.
Рано лишилась родителей. Воспитывалась в семье сестры, которая трудилась дояркой в совхозе «Нижегородец». В 1943 году, окончив обучение в начальных классах, она пошла работать на совхозную ферму. Пять лет работала телятницей. В 1948 году стала трудиться дояркой.
В 1957 году продемонстрировала высокие результаты в работе. Надоила 5007 литров молока в среднем от каждой коровы за год. Она стала в числе лучших доярок района.
В 1965 году ей удалось получить по 3205 литров молока от каждой закрепленной за ней коровы. Всего в её группе было 21 голова КРС.
Указом Президиума Верховного Совета СССР от 22 марта 1966 года за получение высоких результатов в сельском хозяйстве и рекордные показатели в животноводстве Нине Константиновне Копьёвой было присвоено звание Героя Социалистического Труда с вручением ордена Ленина и медали «Серп и Молот».
Продолжала и дальше трудиться в сельском хозяйстве. Была награждена Орденами Трудового Красного Знамени и Октябрьской Революции.
Избиралась депутатом Большепокровского сельского и Дальнеконстантиновского районного Советов депутатов.
Умерла 20 мая 2010 года. Похоронена на сельском кладбище в селе Борисово-Покровское.

## Награды
За трудовые успехи была удостоена:
- золотая звезда «Серп и Молот» (22.03.1966)
- два ордена Ленина (12.03.1958, 22.03.1966)
- Орден Октябрьской Революции (06.09.1973)
- Орден Трудового Красного Знамени (23.12.1976)
- другие медали.